# 5等艦
イギリス海軍において5等艦（fifth-rate）とは1層の砲列甲板を持つ32から44門の砲を積んだ帆走フリゲートをさす分類である。5等艦は艦隊の眼や単独での外洋任務に活用され、武装は32ポンドまたは36ポンド砲を38-40門、時には18ポンド砲44門など多種多様だった。トン数は700から1,450t程度で、乗員は200-300人の間だった。
5等艦勤務は魅力的な配置だと考えられていた。これらはしばしば通商破壊に用いられ、それは捕獲賞金の可能性を意味していたからである。
当時5等フリゲートは扱いやすさと火力を兼ね備えていると考えられていて、理論的にはより大型の敵に対しては裏をかき、自分より小型の敵に対しては火力で圧倒することが可能だと考えられていた。そのためこの種のフリゲートは後の巡洋戦艦のように警備や交戦国海運を混乱させるのに使用された。

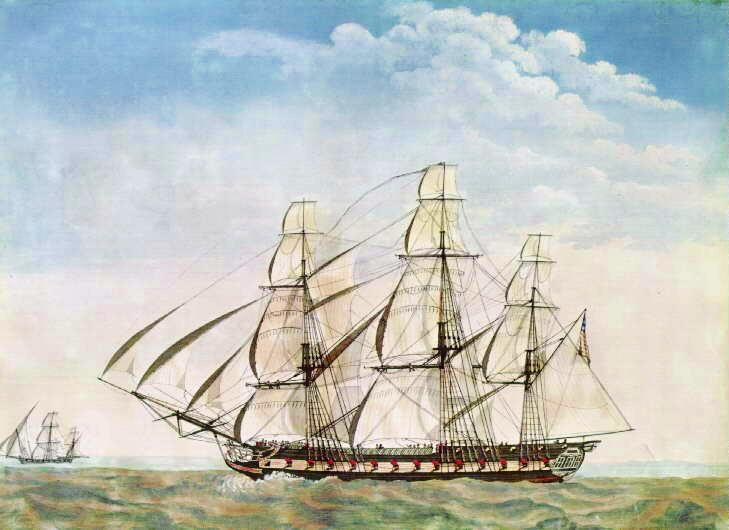
アメリカ海軍の32門艦エセックス